# Жалувана грамота містам 1785
Жалувана грамота містам 1785 (рос. Грамота на права и выгоды городам Российской империи) — законодавчий акт Російської імперії, який видала 2 травня (21 квітня) 1785 імператриця Катерина II. Грамота на загальнодержавному рівні визначила правовий статус міст і населення в них. Її чинність поширювалася на Лівобережну та Слобідську Україну.
Поділялася на розділи (зокрема, про соціально-економічне становище міст, про права та обов'язки городян — «общества градского», про юридичний статус міщан) та пункти. За містами затверджувалися герби, закріплювалися всі законно набуті угіддя, річки, озера, промисли тощо. Згідно з грамотою міські жителі поділялися на 6 розрядів. Містом керувала «общая градская дума» (див. Міська дума). Місцевій владі дозволялося будувати промислові підприємства, засновувати школи, влаштовувати щотижневі торги і щорічні ярмарки, утримувати та передавати в оренду корчми і харчевні. Чітко визначалися функції магістратів, насамперед: турбота про потреби міста, ведення обліку новобудов, придбаних земель і т. ін. Водночас магістрату заборонялося встановлювати додаткові податки та вимагати від городян виконання надмірних повинностей. Право бути городянином визначали 26 пунктів, але «справжніми міськими обивателями» могли вважатися лише ті, хто мав нерухому власність у місті (будинок або землю). Переважно ними ставали ремісники, купці, дворяни, урядовці, представники духовенства. Їх записували відповідно до їхнього стану в ті чи інші графи міської книги. До городян не записували селян навіть тоді, коли ті мешкали в місті, мали тут власні будинки, займалися торгівлею чи промислами. Грамота в першу чергу передбачала зміцнення економічних і соціальних позицій патриціату, подальшу соціальну диференціацію міськ. жителів.